# Кинан ап Хивел
Кинан ап Хивел (валл. Cynan ap Hywel; умер в 1000) — король Гвинеда (999—1000), сын Хивела ап Иейава.

## Биография
Кинан вернул престол Гвинеда династии Аберфрау после смерти Маредида. О недолгом правлении Кинана ничего неизвестно, также как и об обстоятельствах, при которых его сменил Айдан ап Блегиврид.
Согласно Гвентианской хронике - Айдан ап Блегиурид повел армию в Кередигион и захватил территорию Маредида в 1000 году, а затем «отправился в Гвинедд», где он победил «Кинана ап Хивела и приобрел, таким образом, страну Гвинедд … [и] приобрел весь Уэльс»